# Leptodactylodon
Leptodactylodon – rodzaj płazów bezogonowych z podrodziny Astylosterninae w rodzinie artroleptowatych (Arthroleptidae).

## Zasięg występowania
Rodzaj obejmuje gatunki występujące we wschodniej Nigerii, zachodnim i południowo-zachodnim Kamerunie, Gwinei Równikowej i Gabonie.

## Systematyka

### Etymologia
- Leptodactylodon: gr. λεπτος leptos „delikatny, smukły”[5]; δακτυλος daktulos „palec, palec u nogi”[6]; οδων odōn, οδοντος odontos „ząb”[7].
- Bulua: „Bulu Country”, południowy Kamerun[3]. Gatunek typowy: Bulua ventrimarmorata Boulenger, 1904.

### Podział systematyczny
Do rodzaju należą następujące gatunki:
- Leptodactylodon albiventris (Boulenger, 1905)
- Leptodactylodon axillaris Amiet, 1971
- Leptodactylodon bicolor Amiet, 1971
- Leptodactylodon blanci Ohler, 1999
- Leptodactylodon boulengeri Nieden, 1910
- Leptodactylodon bueanus Amiet, 1981
- Leptodactylodon erythrogaster Amiet, 1971
- Leptodactylodon mertensi Perret, 1959
- Leptodactylodon ornatus Amiet, 1971
- Leptodactylodon ovatus Andersson, 1903
- Leptodactylodon perreti Amiet, 1971
- Leptodactylodon polyacanthus Amiet, 1971
- Leptodactylodon stevarti Rödel & Pauwels, 2003
- Leptodactylodon ventrimarmoratus (Boulenger, 1904)
- Leptodactylodon wildi Amiet & Dowsett-Lemaire, 2000